# Финале УЕФА Лиге шампиона 2018.
Финале УЕФА Лиге шампиона 2018. године је био последњи меч Лиге шампиона у сезони 2017/2018, 63. сезони  највећег европског клупског такмичења које организује УЕФА. Финале је одржано на Олимпијском стадиону у Кијеву, у Украјини 26. маја 2018.
Титулу је одбранио Реал Мадрид, који је стекао право играња у УЕФА Супер купу против Атлетика из Мадрида. Реал Мадрид ће такође бити представник Европе на Фифа Светском клупском првенству 2018.

## Место
Олимпијски стадион у Кијеву је проглашен местом одржавања финала Лиге шампиона 15. септембра 2016, након одлуке извршног одбора УЕФА на састанку у Атини, у Грчкој.

### Амбасадор
Амбасадор финала је бивши украјински фудбалер Андреј Шевченко, који је освојио Лигу шампиона са Миланом 2003.

### Улазнице
Са стадионом капацитета од 63.000 места у финалу 40,700 улазница ће бити доступне фановима и широј јавности, 17,000 карата ће бити на располагању сваком од учесника и 6,700 карата ће бити на располагању за продају навијачима широм света путем сајта UEFA.com од 15. до 22. марта 2018. године у четири категорије: €450, €320, €160, и €70. Остатак карата ће бити доступан локалном организационом комитету, УЕФА, националним асоцијацијама, пословним партнерима и емитерима.

## Пут до финала
Напомена: У мечевима испод прво је наведен резултат финалисте, а потом резултат противника (Д: домаћин, Г: гост).
| Тим               | У | П | Н | И | ДГ | ПГ | ГР  | Б  |
| ----------------- | - | - | - | - | -- | -- | --- | -- |
| Тотенхем          | 6 | 5 | 1 | 0 | 15 | 4  | +11 | 16 |
| Реал Мадрид       | 6 | 4 | 1 | 1 | 17 | 7  | +10 | 13 |
| Борусија Дортмунд | 6 | 0 | 2 | 4 | 7  | 13 | -6  | 2  |
| АПОЕЛ             | 6 | 0 | 2 | 4 | 2  | 17 | -15 | 2  |

| Тим            | У | П | Н | И | ДГ | ПГ | ГР  | Б  |
| -------------- | - | - | - | - | -- | -- | --- | -- |
| Ливерпул       | 6 | 3 | 3 | 0 | 23 | 6  | +17 | 12 |
| Севиља         | 6 | 2 | 3 | 1 | 12 | 12 | 0   | 9  |
| Спартак Москва | 6 | 1 | 3 | 2 | 9  | 13 | -4  | 6  |
| Марибор        | 6 | 0 | 3 | 3 | 3  | 16 | -13 | 3  |

## Меч

### Детаљи
Домаћин (за административне сврхе) је одређен додатним жребом који је одржан после жреба полуфинала, који се одржао 13. априла 2018. године, 12:00 по Средњоевропском летњем времену, у седишту УЕФА у Ниону, у Швајцарској.
| Реал Мадрид                | 3:1      | Ливерпул |
| -------------------------- | -------- | -------- |
| Бензема 51’ · Бејл 64, 83’ | Извештај | Мане 55’ |

| Реал Мадрид | Ливерпул |

| GK            | 1  | Кејлор Навас       |  |     |
| RB            | 2  | Данијел Карвахал   |  | 37’ |
| CB            | 5  | Рафаел Варан       |  |     |
| CB            | 4  | Серхио Рамос (c)   |  |     |
| LB            | 12 | Марсело            |  |     |
| CM            | 10 | Лука Модрић        |  |     |
| DM            | 14 | Касемиро           |  |     |
| CM            | 8  | Тони Крос          |  |     |
| AM            | 22 | Иско               |  | 61’ |
| CF            | 9  | Карим Бензема      |  | 89’ |
| CF            | 7  | Кристијано Роналдо |  |     |
| Измене:       |    |                    |  |     |
| GK            | 13 | Кико Касиља        |  |     |
| DF            | 6  | Начо               |  | 37’ |
| DF            | 15 | Тео Ернандез       |  |     |
| MF            | 20 | Марко Асенсио      |  | 89’ |
| MF            | 23 | Матео Ковачић      |  |     |
| FW            | 11 | Герет Бејл         |  | 61’ |
| FW            | 17 | Лукас Васкез       |  |     |
| Тренер:       |    |                    |  |     |
| Зинедин Зидан |    |                    |  |     |

| GK          | 1  | Лорис Кариус            |     |     |
| RB          | 66 | Трент Александер-Арнолд |     |     |
| CB          | 6  | Дејан Ловрен            |     |     |
| CB          | 4  | Вирџил ван Дајк         |     |     |
| LB          | 26 | Ендру Робертсон         |     |     |
| CM          | 7  | Џејмс Милнер            |     | 83’ |
| CM          | 14 | Џордан Хендерсон (c)    |     |     |
| CM          | 5  | Џорџинио Вајналдум      |     |     |
| RF          | 11 | Мохамед Салах           |     | 31’ |
| CF          | 9  | Роберто Фирмино         |     |     |
| LF          | 19 | Садио Мане              | 82’ |     |
| Измене:     |    |                         |     |     |
| GK          | 22 | Симон Мињоле            |     |     |
| DF          | 2  | Натанијел Клајн         |     |     |
| DF          | 17 | Рагнар Клаван           |     |     |
| DF          | 18 | Алберто Морено          |     |     |
| MF          | 20 | Адам Лалана             |     | 31’ |
| MF          | 23 | Емре Џан                |     | 83’ |
| FW          | 29 | Доминик Соланке         |     |     |
| Тренер:     |    |                         |     |     |
| Јирген Клоп |    |                         |     |     |

| Играч утакмице: Герет Бејл (Реал Мадрид) Помоћне судије: Милован Ристић (ФС Србије) Далибор Ђурђевић (ФС Србије) Четврти судија: Клеман Тјурпен (France) Додатне помоћне судије: Ненад Ђокић (ФС Србије) Данило Грујић (ФС Србије) Резервни помоћни судија: Немања Петровић (ФС Србије) | Правила утакмице - 90 минута регуларног тока. - 30 продужетака ако је неопходно - Ако је резултат након продужетака нерешен, следи извођење пенала - По седам резервних играча, од којих по три могу да се употребе |

### Тимови
У финалу Лиге шампиона такмичио се прошлогодишњи шампион Реал Мадрид, који је по трећи пут за редом освоји највећи клупски европски трофеј. Противник тиму из Мадрида, био је Ливерпул, који је по први пут од 2007. учествовао у финалу Лиге шампиона.
| Тим           | Реал Мадрид     | Ливерпул       |
| ------------- | --------------- | -------------- |
| Полуфинале    | Бајерн Минхен   | Рома           |
| Четвртфинале  | Јувентус        | Манчестер Сити |
| Осмина финала | Пари Сен Жермен | Порто          |

### Судије
УЕФА је 7. маја 2018. одлучила да ће финале Лиге шампиона судити српски арбитар Милорад Мажић, док су му помоћници били Милован Ристић и Далибор Ђурђевић, иза голова је стајао Ненад Ђокић и Данило Грујић, 4. судија био је Клемент Турпин из Француске, а Немања Петровић је у Кијев отпутовао као резерва.